# 아자디스탄

아자디스탄 왕국의 국기

아자디스탄(페르시아어: آزادیستان)은 이란령 아제르바이잔에 있던 단기 나라였다. 1920년 초부터 1920년 9월까지 지속되었다.